# Metropolis (DC Comics)
Metropolis è una città immaginaria che appare nei fumetti statunitensi pubblicati da DC Comics, patria putativa di Superman. Il nome "Metropolis" apparve per la prima volta nel 1939.
Il co-creatore ed artista originale di Superman, Joe Shuster, modellò la skyline di Metropolis sia sul modello di Toronto (dove era nato), sia su quello di Cleveland, città nella quale visse più tardi e dove incontrò Jerry Siegel al liceo. Da allora, tuttavia, è diventata sempre più un corrispettivo fumettistico di New York.
La città reale di Metropolis, Illinois, si è autoproclamata "città natale di Superman," e celebra il suo "eroe locale" in ogni modo possibile. Tra i modi in cui si celebra il personaggio si ricordano una grande statua di Superman nella città, un piccolo museo dedicatogli, un annuale festival di Superman ed il suo quotidiano locale, il Metropolis Planet, un nome ispirato al principale giornale della Metropolis fumettistica, il Daily Planet.

## Collocazione
Come molte delle altre città immaginarie della DC, la collocazione di Metropolis è variata nel corso degli anni, malgrado sia solitamente descritta come una delle città principali della costa orientale degli Stati Uniti.
È stato detto che, metaforicamente, Metropolis rappresenti New York di giorno, mentre Gotham City (città di Batman) di notte; questo paragone è attribuito a Frank Miller. Dennis O'Neil, da lungo tempo sceneggiatore di Batman, ha detto anche che figurativamente Metropolis è New York dalla 14ª Strada in su, mentre Gotham City è New York sotto la 14ª Strada. Da notare come nei fumetti New York di fatto esista come città diversa da Metropolis e Gotham City: la Justice Society of America, per esempio, ha la sua base a New York.
Secondo l'atlante del manuale d'istruzioni del gioco di ruolo DC Universe Online pubblicato da Mayfair Games Metropolis si trova nello Stato del Delaware.
Il fumetto del 2005 Countdown to Infinite Crisis colloca Metropolis nello Stato di New York.
Nella serie televisiva Smallville la città di Metropolis (come la piccola cittadina di Smallville) vengono collocate nello Stato del Kansas.